# Michał Stasiak
Pour les articles homonymes, voir Stasiak.
Michał Stasiak, né le 12 mars 1981 à Zduńska Wola, est un footballeur international polonais. Il occupe le poste de défenseur, et n'est actuellement lié à aucun club.

## Biographie

### De bons débuts à Łódź
Michał Stasiak commence à jouer au football au MKS MOS Zduńska Wola en 1995. Après trois années, il est remarqué par les entraîneurs du Widzew Łódź, et y fait ses débuts à dix-huit ans. Commençant sur le banc de touche, il est régulièrement titularisé à partir de l'édition 2002-2003 du championnat polonais. Le 14 février 2003, il porte pour la première fois le maillot de l'équipe nationale, entrant en jeu à onze minutes de la fin contre la Macédoine.
Mais confronté à de gros problèmes financiers, le Widzew doit se séparer de plusieurs de ses joueurs, et choisit de mettre Stasiak sur la liste des transférables.

### Passe dix-huit mois difficiles
Le 28 janvier 2004, il rejoint le Dyskobolia Grodzisk Wielkopolski,. Peu utilisé en championnat, il n'a pas la possibilité de montrer ses qualités défensives. Six mois plus tard, il part à l'Amica Wronki. Après des débuts prometteurs, il perd sa place dans le onze de départ de l'entraîneur, résilie son contrat et signe un contrat d'un an à l'Odra Wodzisław Śląski. Là-bas, il dispute toute la fin de saison, et est repéré par plusieurs clubs polonais mieux classés.

### S'impose à Lubin, devient le capitaine et part brutalement
En 2005, Stasiak rejoint le Zagłębie Lubin, qui s'est maintenu en première division aux dépens de son ancienne équipe la saison précédente. À Lubin, il obtient rapidement une place de titulaire. Il est à l'origine avec d'autres joueurs et recrues de la très bonne période du Zagłębie, qui termine troisième lors du championnat 2005-2006 et atteint la finale de la coupe nationale. L'année suivante, Stasiak joue toujours autant et participe à la course au titre. À la lutte avec le GKS Bełchatów pour la victoire finale, le joueur donne lors de la dernière journée le titre de champion à son équipe, marquant à Varsovie le but vainqueur à la soixante-quatorzième minute. Malgré les blessures, il devient au fil du temps le joueur favori des supporters, et est même promu capitaine de l'équipe par son entraîneur. Il s'inscrit dans l'avenir du club, étant lié à celui-ci jusqu'en 2013.
Cependant, en avril 2011, il est suspendu par les dirigeants du Zagłębie, étant lié à une affaire de corruption.

### Quitte la Pologne, puis revient rapidement
En juillet 2011, il signe un contrat avec le Skoda Xanthi. En Grèce, Stasiak alterne entre le banc et le terrain, et dispute finalement seize rencontres de Superleague. À la fin de la saison 2011-2012, il décide de quitter le club.
Le 28 janvier 2013, il s'engage jusqu'en juin 2014 avec le Flota Świnoujście, club de deuxième division polonaise. Son arrivée coïncide avec la très bonne forme de l'équipe, qui occupe les premières places. Pourtant premier durant une dizaine de journées, le Flota rate la montée pour un point et la différence particulière sur le Cracovia. Stasiak, qui a joué dix-huit matches (tous en tant que titulaire), décide alors de résilier son contrat avec l'accord de ses dirigeants.

## Palmarès
- Finaliste de la Coupe de Pologne : 2006
- Champion de Pologne : 2007
- Vainqueur de la Supercoupe de Pologne : 2007